# Cordon (Haute-Savoie)
Cordon is een dorpje en gemeente in het Franse departement Haute-Savoie. Cordon telde op 1 januari 2022 984 inwoners.
Het plaatsje heeft een barokke kerk uit de late 18e eeuw en beschikt over een skipiste op ongeveer 1600 meter. Het skigebiedje van Cordon maakt deel uit van de skipassen Les Portes du Mont Blanc en Evasion Mont Blanc, samen met andere skigebieden rondom Megève waarmee het niet is verbonden. De bijnaam van Cordon is het "balkon van de Mont-Blanc", vanwege het uitzicht dat men op deze berg heeft. 

## Geografie
De oppervlakte van Cordon bedroeg op 1 januari 2022 22,35 vierkante kilometer; de bevolkingsdichtheid was toen 44 inwoners per km². Het plaatsje is bereikbaar via de D113 uit Sallanches.

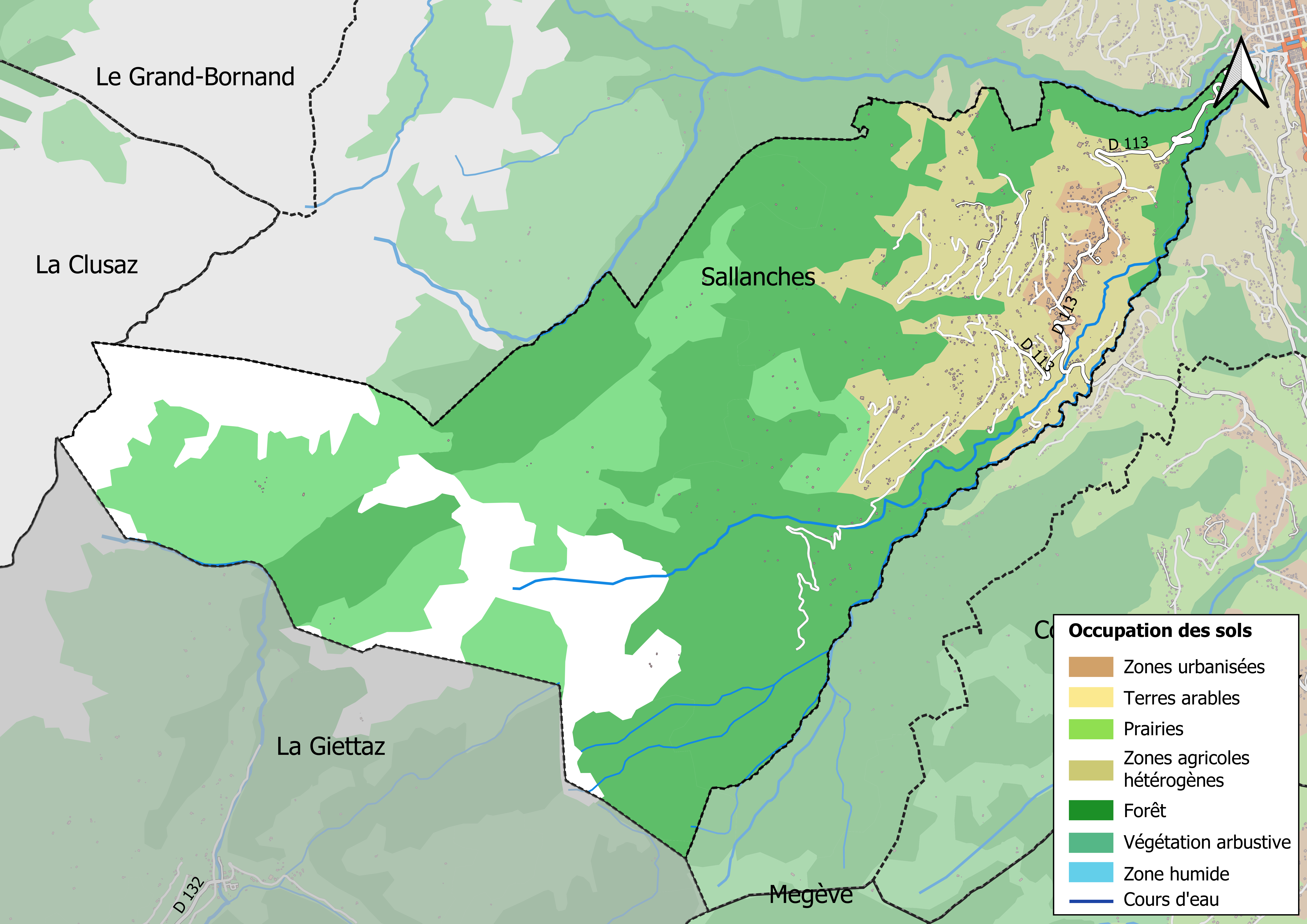
Kaart van de gemeente met de belangrijkste infrastructuur, bodemgebruik en omliggende gemeenten

## Demografie
Onderstaande figuur toont het verloop van het inwonertal (bron: INSEE-tellingen).